# Borreliose
Borreliose ist eine allgemeine Bezeichnung für verschiedene Infektionskrankheiten, die durch Bakterien der Gattung Borrelia (umgangssprachlich Borrelien) aus der Gruppe der Spirochäten ausgelöst werden. Die Erkrankungen kommen beim Menschen und bei allen anderen Säugetieren vor und können durch den Befall aller Körpergewebe vielfältige klinische Symptome auslösen. Die Übertragung erfolgt vor allem durch Zecken, aber auch durch Pferdebremsen.
Die Gattung Borrelia und die davon abgeleitete Erkrankung Borreliose sind nach dem französischen Bakteriologen Amédée Borrel benannt.

## Lyme-Borreliose

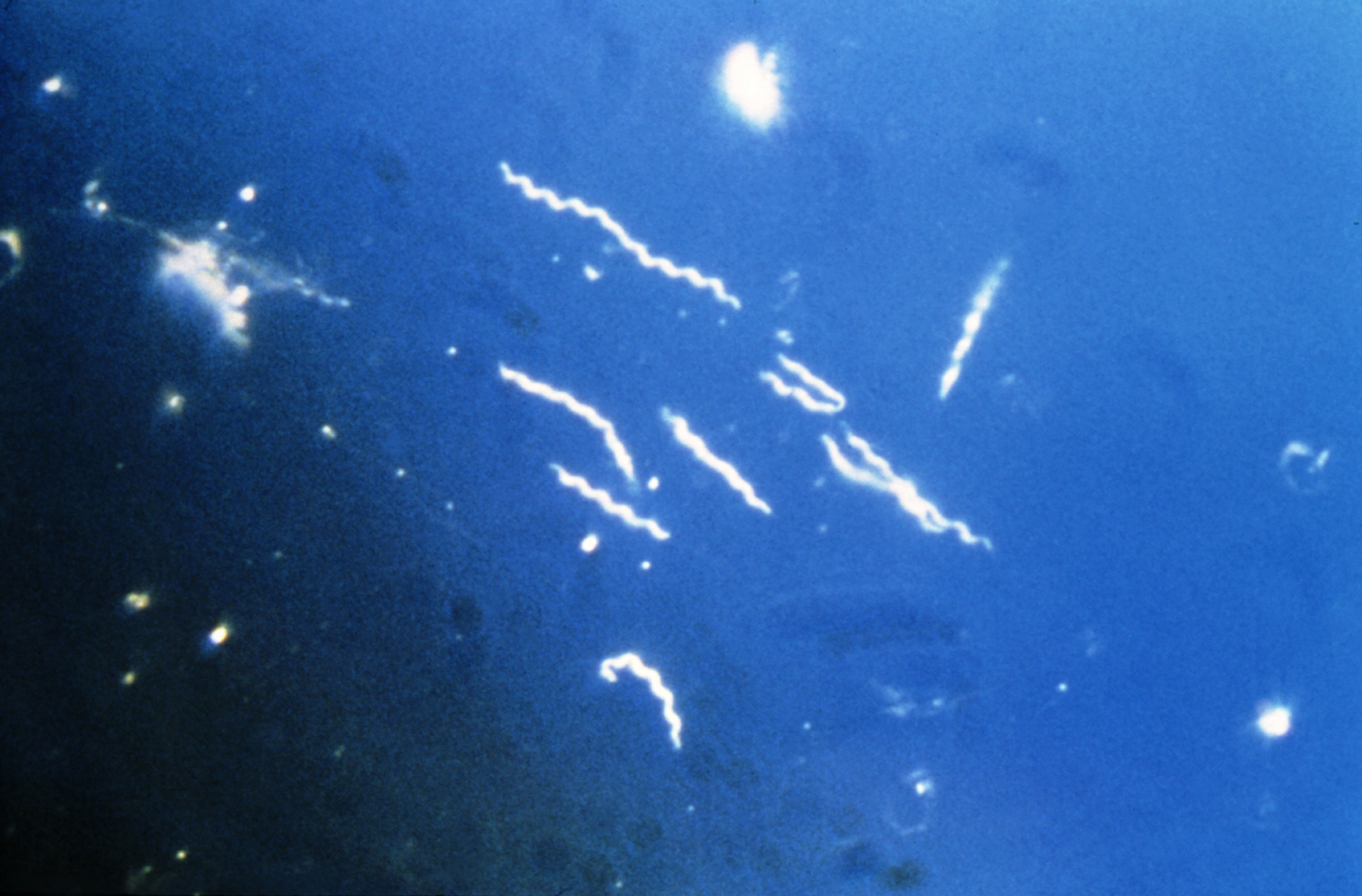
Borrelia burgdorferi

Die Lyme-Borreliose oder Lyme-Krankheit (nach dem Ort Lyme, Connecticut) wird durch das Bakterium Borrelia burgdorferi ausgelöst. Es können alle Organe und Gewebe befallen werden. Die Erkrankung kommt beim Menschen und allen anderen Säugetieren sowie Vögeln vor. Die Übertragung erfolgt vor allem durch den Holzbock, eine Zeckenart, sowie deren als Nymphe bezeichnete Larve, sehr selten auch durch Stechmücken oder Pferdebremsen. Die Nymphen sind mit bloßem Auge kaum erkennbar. Da sie nach ihrer meist unbemerkten Blutmahlzeit von der Haut abfallen, wissen Gestochene in diesem Fall nichts von einer möglichen Borreliose-Infektion und werden erst aufmerksam, wenn die Symptome auftreten. Im Hauptartikel Lyme-Borreliose werden die drei Krankheitsstadien, diagnostische Möglichkeiten und Behandlung genauer beschrieben.

## Rückfallfieber
Unter Rückfallfieber (englisch relapsing fever, spirillium fever) versteht man zwei von Rückfallfieber-Borrelien verursachte bakterielle Infektionskrankheiten, die durch mehrmalige Fieberschübe, sogenanntes rekurrentes Fieber, charakterisiert sind. Die Rückfallfieber werden durch Läuse und Zecken übertragen und gehören damit in die Gruppe der bakteriellen Zoonosen oder Arthropozoonosen (durch Gliederfüßer übertragene Erkrankungen). In Mitteleuropa nachgewiesene Rückfallfieber sind ausnahmslos seltene, importierte reisemedizinische Erkrankungen. Zwei nach Erregern und Übertragung unterschiedliche Arten von Rückfallfieber sind bekannt:
- das seltene, aber dann meist epidemisch vorkommende Läuserückfallfieber (englisch Louse-borne relapsing fever, LBRF), hauptsächlicher Erreger ist Borrelia recurrentis;
- das Zeckenrückfallfieber (englisch Tick-borne relapsing fever, TBRF), meist durch Borrelia duttoni verursacht.

## Weitere Borreliosen
Bei Tieren kommen weltweit weitere Borreliosen vor, die bisher nicht als Infektionserkrankung beim Menschen beschrieben wurden, etwa Infektionen mit Borrelia theileri oder Borrelia coriaceae (Rinder- und Pferdeborreliose),  Borrelia latyschewii (Reptilien) und  Borrelia anserina (Geflügel).

## Meldepflicht
Borreliose ist nach dem deutschen Bundesgesetz Infektionsschutzgesetz nicht meldepflichtig. In einigen deutschen Bundesländern besteht jedoch eine Meldepflicht bzw. wird die Einführung einer solchen diskutiert.
Auskünfte erteilen dazu die obersten Gesundheitsbehörden der jeweiligen Bundesländer.
In Bayern besteht eine nichtnamentliche Meldepflicht hinsichtlich der Erkrankung und des Todes an einer Borreliose in Form eines Erythema migrans, einer akuten Neuroborreliose und einer akuten Lyme-Arthritis.
In Berlin besteht eine namentliche Meldepflicht entsprechend § 6 IfSG für die Erkrankung oder den Tod an Lyme-Borreliose.
In Brandenburg ist namentlich meldepflichtig die Erkrankung und der Tod an Borreliose.
In Mecklenburg-Vorpommern besteht die Pflicht zur nichtnamentlichen Meldung bezüglich Erkrankung und Tod an Borreliose.
Nach dem Recht von Rheinland-Pfalz besteht eine unverzügliche nichtnamentliche Meldepflicht für
die Erkrankung an und der Tod durch Borreliose in Form eines Erythema migrans, akuter Neuroborreliose oder akuter Lyme-Arthritis.
Nach dem Recht des Saarlands besteht die unverzügliche nichtnamentliche Meldepflicht bezüglich der Erkrankung an und der Tod durch Borreliose in Form eines Erythema migrans, akuter Neuroborreliose oder akuter Lyme-Arthritis.
Nach dem Recht Sachsens besteht eine namentliche Meldepflicht bezüglich Erkrankung und Tod an Borreliose.
Nach dem Recht Thüringens besteht eine namentliche Meldepflicht bezüglich der Erkrankung und des Todes an Borreliose.